# Pima (Arizona)
Pima is een plaats (town) in de Amerikaanse staat Arizona, en valt bestuurlijk gezien onder Graham County.

## Demografie
Bij de volkstelling in 2000 werd het aantal inwoners vastgesteld op 1989.
In 2006 is het aantal inwoners door het United States Census Bureau geschat op 1970, een daling van 19 (-1,0%).

## Geografie
Volgens het United States Census Bureau beslaat de plaats een oppervlakte van
6,5 km², geheel bestaande uit land. Pima ligt op ongeveer 854 m boven zeeniveau.

## Plaatsen in de nabije omgeving
De onderstaande figuur toont nabijgelegen plaatsen in een straal van 56 km rond Pima.